# U.S. Pro Indoor 1990
Lo U.S. Pro Indoor 1990 è stato un torneo di tennis giocato sintetico indoor. È stata la 23ª edizione dello U.S. Pro Indoor, che fa parte della categoria Championship Series nell'ambito dell'ATP Tour 1990. Si è giocato al Wachovia Spectrum di Filadelfia in Pennsylvania negli Stati Uniti dal 19 al 26 febbraio 1990.

## Campioni

### Singolare maschile
Pete Sampras ha battuto in finale  Andrés Gómez con il punteggio di 7–6, 7–5, 6–2

### Doppio maschile
Rick Leach /  Jim Pugh hanno battuto in finale  Grant Connell /  Glenn Michibata con il punteggio di 6–4, 6–2